# EU情報センター
EU情報センター（愛称:EU i）は1963年から欧州連合 (EU) の行政執行機関である欧州委員会が世界中に設置している情報センター。2008年現在世界中に約500センター設置されている。欧州委員会出版局が発行するEU官報、条約、年次報告書、月例報告書、統計資料などのEUの公式資料が所蔵されている。

## 日本に設置されているEU情報センター
- 1969年 西南学院大学図書館
- 1973年 名古屋大学経済学図書館
- 1976年 同志社大学総合情報センター
- 1978年 早稲田大学現代政治経済研究所
- 1979年 中央大学中央図書館国際機関資料室
- 1980年 東京大学総合図書館国際資料室
- 1982年 慶應義塾大学三田メディアセンター
- 1982年 北海道大学附属図書館
- 1983年 関西大学総合図書館
- 1983年 香川大学図書館
- 1983年 東北大学附属図書館
- 1985年 上智大学ヨーロッパ研究所
- 1985年 琉球大学附属図書館
- 1985年 福山大学附属図書館
- 1985年 金沢大学附属図書館
- 1985年 日本大学国際関係学部図書館
- 1991年 大阪市立大学学術情報総合センター
- 1991年 一橋大学附属図書館
- 2007年 関西学院大学産業研究所